# 出たな!!ツインビー
『出たな!!ツインビー』 （でたな ツインビー） は、1991年にコナミから稼働されたアーケード用縦スクロールシューティングゲーム。2人同時プレイ可能。ツインビーシリーズの第5作目に当たる。2作目と3作目はファミコンで、4作目はゲームボーイで発売されていたため、アーケード版としては初代以来6年ぶりとなる。当時のアーケードゲーム群では比較的高性能な部類の基板が使われた。日本国外版のタイトルは『Bells & whistles』。
自機の「ツインビー」、「ウインビー」を操作し、イーバ星人による侵略から惑星メルを救出するのを目的としている。
同年にX68000に移植された他、1992年にはPCエンジンに移植された。PCエンジン版は2007年にWii用ソフトとしてバーチャルコンソールにて、2010年にPlayStation 3およびPlayStation Portable用ソフトとしてゲームアーカイブスにて、2014年にWindows用ソフトとしてプロジェクトEGGにて、Wii U用ソフトとしてバーチャルコンソールにてそれぞれ配信された。
2004年には携帯電話アプリゲームとしてVアプリ版が配信された。
アーケード版は後にPlayStationおよびセガサターン用ソフト『出たなツインビーヤッホー! DELUXE PACK』（1995年）に収録された他、PlayStation Portable用ソフト『ツインビーPORTABLE』（2007年）に収録された。また、2020年にはアーケードアーカイブスの1作品として、PlayStation 4とNintendo Switchで配信された。
アーケード版はゲーム誌『ゲーメスト』の企画「第5回ゲーメスト大賞」（1991年度）にて、大賞3位、ベストシューティング賞1位、ベストグラフィック賞4位、ベストVGM賞3位を獲得した。

## 概要
野菜や果物、動物や台所用品などをモチーフにしたコミカルなキャラクターが登場する点やシステム的には初代『ツインビー』（1985年）を踏襲するが、新たに『R-TYPE』（1987年）のような溜め撃ちが可能になった。パワーアップした時にBGMが変更されることはなくなり、ステージごとのBGMは固定になった。当時コナミに在籍していたShuzilow.HAがキャラクターデザインを担当し、アニメ風のイラストが前面に用いられるようになった。全体的にBGアートが宮崎駿の映画『風の谷のナウシカ』（1984年）と『天空の城ラピュタ』（1986年）の影響が強い。ツインビーに足が生えたのも本作からとなる。
全7ステージで2周クリアで終了となる。自機のストックがなくなるとゲームオーバーだが、クレジットがあればコンティニュー可能。コンティニュー時にはパワーアップサービスで3WAYとバリアが付く。2周目は背景のカラーが変更されたり、撃ち返し弾など敵の攻撃も非常に激しくなったりする。ステージをクリアすると腕が修理され、救急車も復活する。
アーケードゲーム専門誌『ゲーメスト』読者の投票による第5回ゲーメスト大賞では大賞3位、ベストシューティング部門1位、ベストVGM部門3位、ベストグラフィック部門4位を受賞している。またサウンドトラックCDはベストアルバム賞3位を受賞した。さらに登場キャラクターのウインビーがベストキャラクター7位を受賞している。『ゲーメスト』増刊の『ベストヒットゲーム100』によるとインカム収入は8位だった。

## ゲーム内容

### 基本操作
8方向レバー（移動）、ショットボタン、ボムボタンを使用する。
ショット
空中の敵やベルを撃つことができる。ショットボタンを押し続けることで画面下のパワーゲージが溜まり、強力な「ビッグショット」を撃てる。
ボム
ボムボタンで地上の砲台を攻撃できる。敵や敵弾により腕を破壊されると使用不能になるが、腕を両方破壊されると1機につき1ステージに1度だけ救急車が登場して腕を修理してくれる（修理中無敵）。

### アイテム

#### ベルパワーアップ
ぷかぷかと浮かんでいる雲を攻撃するとベルが出現し、ショットを当てると色が変化していき、これを取るとパワーアップする。ただし撃ち過ぎるとベルが壊れ、最後には無敵のハチ「ビックル」に変化し、接触するとミスになる。ステージボス直前になると画面上の全てのベルが壊れる。また、ツイン砲装備時は白ベルが出現しなくなるなど、パワーアップ済みのベルは出現しなくなる。
複数のパワーアップの併用も可能。ただし、1人プレイの時はバリアとしっぽバリアの共有に制限がかかる。バリアを取るとそれが有効な間は紫ベルが出現しなくなり、しっぽバリアを取ると赤ベルが出現しなくなる（本来変化するはずの色に変化せず黄色のままになる）。
前作ではベルを取り逃すと変色順が初期化（青からやり直し）されたが本作では先の変色から継続されるようになっている。
■黄ベル
ボーナス。初期のベルで取れば得点が加算される。落とさずに連続して取り続けると500点から最高10000点になる。
□白ベル（5発）
ツイン砲。メインショットの攻撃力が高くなる。
■青ベル（10発）
スピードアップ。移動速度が1段階速くなる。
■緑ベル（15発）
ぶんしーん。自機と同様にショットやボムで攻撃をする分身が3つ付く。自機の動きをトレースする。本作ではバリアと共有可能。
■赤ベル（20発）
バリア。全方向からの攻撃を防ぐバリアを自機に展開。被弾すると徐々に小さくなり、最後には消える。
■紫ベル（25発）
しっぽバリア。バリアの様な敵弾消去と、敵への攻撃判定を持つ分身型のバリアが3つ付く(ぶんしーん同様に攻撃も可能)。バリアと違い接触しても剥がされず、自機がミスするまで有効。自機の動きをトレースする。
■黒ベル（30発）
スピードダウン。移動速度が1段階遅くなる。

#### 地上アイテム
地上の砲台をボムで破壊すると出現する。
チビグインビー
グインビーが出現。合体することでショットがパワーアップする。敵に接触すると消滅する。
2人同時プレイ時は2人でグインビーを挟み込むようにすると画面上を飛び回って攻撃する。
チビベル
3ウェイ。3方向に攻撃できる。本作では分身やツイン砲と併用可能で、ツイン砲装備後に取れば分身のショットが引き続きツイン砲のままになる。
ラッキースター
画面上の全ての空中の敵にダメージを与える。
フルーツ
スコアアップ。50〜200点。

### スペシャルショット（合体攻撃）
2人同時プレイ時にツインビーとウインビーが合体することで強力な攻撃ができる。
ツイン攻撃
2機が横に合体すると半月型の横幅の広いショットで攻撃できる。
ガッチンコ攻撃
2機が縦に合体すると「ガッチンコ」の文字の貫通弾が5方向に飛んで攻撃する。
スペシャルグインビー攻撃
2機がグインビーを挟むようにぶつかると、弾き飛ばされたグインビーが画面内を飛び回って攻撃する。
合体攻撃は強力だが、ツインビーとウインビーは押し合うことができるため、移動を制限されるというデメリットもある。

## 設定

### ステージ構成
| 面 | ステージ名   | ステージBGM            | ボス                | ボスBGM                |
| -- | ------------ | ---------------------- | ------------------- | ---------------------- |
| 1  | 風の谷       | 風の贈り物             | メカガニ            | イーバ星人の攻撃       |
| 2  | 雲海         | 雲海を越えて           | 空飛ぶ幽霊船        | イーバ星人の攻撃       |
| 3  | 天空の要塞   | 天空の要塞ラピュタ     | 風車野郎            | 来るなら来いっ         |
| 4  | 死の谷       | World of the Mold      | メカクラゲ          | 来るなら来いっ         |
| 5  | 地下水源     | 水上の行進             | レッドうつぼカモン! | イーバ星人の攻撃       |
| 6  | イーバの神殿 | イーバの神殿           | でんでん貴金属      | イーバ星人の攻撃       |
| 7  | 地底都市     | 霧の向こうのパラダイス | 脳味噌昆虫          | イーバの帝王脳味噌昆虫 |

## 登場キャラクター
ツインビー
1Pキャラクター。機体色はブルー、キャノピーの形状は円形。
ウインビー
2Pキャラクター。機体色はピンク、キャノピーの形状はハート型。
グインビー
お助けキャラクター。機体色はグリーン、キャノピーの形状は↓型。
メローラ姫
惑星メルの女王。ツインビーたちにSOSを送った。人間ではなく、「惑星メルの人々の意志の集合体」であり「惑星メルの守護神」であるという。
イーバ星人
惑星メルを侵略した邪悪な異星人。

### キャラクターの名称についての補足
本作の発売当初は、プレイヤーキャラのパイロットの名等はとくに設定されておらず、メディア上での紹介や家庭用の説明書類でも「ツインビー」「ウインビー」「グインビー」と記載されていた（前作では「アンナモン」「ドンナモン」で、どちらも男の子の兄弟）。このことから、本作以降しばらくの間はこの名称のままの設定で呼称されており、以降のシリーズにおいても同名で登場し、ゲーム以外でも「ウインビー国民的アイドル化計画」なるキャンペーンの開催や、アルバム「ウインビーのネオシネマ倶楽部」が発売されるなどした。
後のシリーズの商品展開で、1993年10月よりラジオドラマ『ツインビーPARADISE』を放送する際に、脚本上で機体とパイロットの名称が同じでは区別がつかないとの理由から、ツインビーのパイロットの男の子は「ライト」、ウインビーのパイロットの女の子はライトの従兄弟の「パステル」、グインビーのパイロットの赤ちゃんはパステルの弟の「ミント」と名付けられ、以降のツインビーシリーズにおいてのキャラクター設定が明確に定義された。ちなみに「アンナモン」はライトの父親、「ドンナモン」はパステルとミントの二人の父親と設定され、「ツインビー」「ウインビー」「グインビー」設定のキャラ名は、1994年1月にスーパーファミコンで発売の『ツインビー レインボーベルアドベンチャー』まで使用された。

## 移植版
| No. | タイトル                                                              | 発売日                                        | 対応機種                                                 | 開発元 | 発売元             | メディア                                | 型式               | 備考 |
| --- | --------------------------------------------------------------------- | --------------------------------------------- | -------------------------------------------------------- | ------ | ------------------ | --------------------------------------- | ------------------ | --- |
| 1   | 出たな!!ツインビー                                                    | 1991年12月6日                                 | X68000                                                   | コナミ | コナミ             | 5インチ2HDフロッピーディスク2枚組       | RA958              | |
| 2   | 出たな!!ツインビー                                                    | 1992年2月28日                                 | PCエンジン                                               | コナミ | コナミ             | 4メガビットHuCARD                       | KM92004            | |
| 3   | 出たなツインビーヤッホー! DELUXE PACK                                 | 1995年9月29日                                 | PlayStation セガサターン                                 | コナミ | コナミ             | CD-ROM                                  | SLPS-00100 T-9505G | 『ツインビーヤッホー! ふしぎの国で大あばれ!!』とのカップリング                                                                                      |
| 4   | 出たなツインビーヤッホー! DELUXE PACK PlayStation the Best for Family | 1997年12月11日                                | PlayStation                                              | コナミ | コナミ             | CD-ROM                                  | SLPM-86054         | 廉価版 |
| 5   | 出たなツインビーヤッホー! DELUXE PACK PS one Books                    | 2003年11月20日                                | PlayStation                                              | コナミ | コナミ             | CD-ROM                                  | SLPM-87322         | 廉価版 |
| 6   | 出たな!!ツインビー                                                    | 2004年7月14日                                 | ボーダフォンライブ! （Vアプリ）                          | コナミ | コナミオンライン   | ダウンロード                            | -                  | |
| 7   | ツインビーPORTABLE                                                    | 2007年1月25日                                 | PlayStation Portable                                     | M2     | KDE                | UMD                                     | ULJM-05221         | 『ツインビー』、『ツインビーヤッホー! ふしぎの国で大あばれ!』、 『Pop'nツインビー』、『ツインビーだ!!』とのカップリング                             |
| 8   | 出たな!!ツインビー                                                    | 2007年9月18日 2009年3月23日 PAL 2009年7月24日 | Wii                                                      | コナミ | KDE                | ダウンロード （バーチャルコンソール）   | -                  | PCエンジン版の移植 |
| 9   | ツインビーPORTABLE Konami The Best                                    | 2008年3月13日                                 | PlayStation Portable                                     | M2     | KDE                | UMD                                     | ULJM-05323         | 廉価版 |
| 10  | 出たな!!ツインビー                                                    | 2010年6月16日                                 | PlayStation 3 PlayStation Portable (PlayStation Network) | コナミ | KDE                | ダウンロード （ゲームアーカイブス）     | -                  | PCエンジン版の移植 |
| 11  | Game Pack 012                                                         | 2010年12月8日 INT 2010年12月24日              | Xbox 360 Windows Live                                    | コナミ | KDE                | ダウンロード (Game Room)                | -                  | アーケード版の移植 |
| 12  | PC Engine GameBox                                                     | 2011年2月14日                                 | iPhone (iOS)                                             | KDE    | KDE                | ダウンロード                            | -                  | PCエンジン版の移植 |
| 13  | 出たな!!ツインビー                                                    | 2014年3月3日                                  | Windows                                                  | コナミ | D4エンタープライズ | ダウンロード （プロジェクトEGG）        | -                  | PCエンジン版の移植 |
| 14  | 出たな!!ツインビー GameNow                                            | 2014年4月23日                                 | Smart TV Box                                             | コナミ | KDE                | クラウドゲーム                          | -                  | PCエンジン版の移植 |
| 15  | 出たな!!ツインビー Gクラスタ                                          | 2014年5月15日                                 | G-cluster                                                | コナミ | KDE                | クラウドゲーム                          | -                  | PCエンジン版の移植 |
| 16  | 出たな!!ツインビー ひかりTVゲーム                                     | 2014年5月29日                                 | ひかりTV STB                                             | コナミ | KDE                | クラウドゲーム                          | -                  | PCエンジン版の移植 |
| 17  | 出たな!!ツインビー                                                    | 2014年11月26日                                | Wii U                                                    | コナミ | KDE                | ダウンロード （バーチャルコンソール）   | -                  | PCエンジン版の移植 |
| 18  | 出たな!!ツインビー                                                    | 2020年1月16日                                 | PlayStation 4 Nintendo Switch                            | コナミ | ハムスター         | ダウンロード （アーケードアーカイブス） | -                  | アーケード版の移植。海外版（Bells ＆ Whistles）収録。 ハイスコア、キャラバン（1周目1面および、2周目5面ツイン砲、3WAY、しっぽバリア装備）の2種搭載。 |

X68000版
移植版では最初に移植された機種。全体的にほぼ忠実にアーケード版を再現した移植であり、縦画面モードの収録やMIDIにも対応している。接続するMIDI機器に応じて曲のアレンジ内容が変わるという力の入れようで、発売前には展示用の発売予告のデモディスクがPCショップに配布されたり、製品版には描き下ろしのポストカードが付属するなど広報展開にも力が入っていた。
PCエンジン版
コナミのPCエンジン参入第4作目としてHuカードで発売。ROM容量の都合でボイスの削減やステージ6のイーバの神殿がカットされたり、クリア後のアイキャッチのステージ3はメローラ姫に変更されているなど差異がある。製品版にはオリジナルシールが付属していた。
なお、PCエンジン版はハドソンより下記の機種でもダウンロードコンテンツとして配信されている。
- Wii バーチャルコンソール　2007年9月18日より配信中
- ゲームアーカイブス PSP・PS3用　2010年6月16日より配信中
- iPhoneアプリ 『PC Engine GameBox』　2011年2月14日の第2回目の更新より収録され配信中
- プロジェクトEGG 2014年3月3日より配信中
- クラウドゲームのGameNowやG-clusterやひかりTVゲームで 2014年春より配信中
- Wii U バーチャルコンソール　2014年11月26日より配信中

PlayStation版
本作と『ツインビーヤッホー! ふしぎの国で大あばれ!!』（1995年）とのカップリング移植の『出たなツインビーヤッホー! DELUXE PACK』として発売。画面サイズ以外はアーケード版を忠実再現している。発表当初は縦画面モードも収録予定とアナウンスされていたが製品版では未収録となった。1997年12月11日にはPlayStation The BEST、2003年11月20日PS One Booksでも廉価版が販売された。
セガサターン版
上記のプレイステーション版と同じくカップリング移植で同日に発売された。内容もほぼ同一のもの。
携帯アプリ版
iモード コナミネットDX、EZweb コナミネットDX、Yahoo!ケータイ コナミネットDXに移植された。ハードの仕様や容量の都合で一部ステージの省略や2人同時プレイができず1人プレイ専用になっているなど差異がある。
PlayStation Portable版
過去のツインビーシリーズを復刻＆リメイクした『ツインビーポータブル』に収録されて発売。縦画面モードも収録されておりPSP本体を縦持ちでのプレイも可能。アーケード版をほぼ完璧に再現しているが、2人同時プレイがカットされており1人プレイ専用に仕様変更されている。
Xbox 360版
Xbox 360のGame Roomの「Game Pack 012」に収録されて配信されている。ワールドワイドのオンラインランキング、リプレイダウンロードに対応している他、フレンドランキングとリアルタイムで競えるなどGame Room独自の要素にも対応。縦画面モード、2P同時プレイ、コイン投入など、アーケード版を唯一完全移植・再現している内容となっている。余談であるが「Game Pack 012」には初代ツインビーも同時収録されている。

## スタッフ
アーケード版
- ディレクター：M.OHSAWA（おおさわまさと）
- プログラマー：T.SHIMOMURA（しもむらとおる）
- デザイナー：R.SHOGAKI（しょうがきりょうへい）、芦田裕行、K.ISHIMOTO
- アニメーション：SHUZILOW.HA（濱川修二郎）
- サウンド・デザイン：前沢秀憲、山根ミチル、中島正恵
- エンジニア：H.MATSUURA

X68000版
- プログラマー：T.SHIMOMURA（しもむらとおる）、南方章宏
- デザイナー：福井修子、K.ISHIMOTO
- サウンド・デザイン：碇子正広、たかみねゆういち、きのうちかおり
- イラストレーション：SHUZILOW.HA
- P.R.エージェント：三好威正
- グラフィック・デザイン：M.YOSHIHASHI（よしはしまさひろ）

PCエンジン版
- プロデューサー：北上一三
- ディレクター：山田善朗
- プログラマー：ASUTY S.（永山義明）、IGA（五十嵐孝司）
- デザイナー：M.SUZUKI、BAN.（ばんどうれいか）
- サウンド：METAL YUHKI（斎藤幹雄）、KIYOSHI MU（村井聖夜）
- スペシャル・サンクス：M.KURONO、M.SAITOU、S.HAYASHI、ARCADE TEAM、GIKEN NO MINASAN

## 評価
アーケード版
ゲーム誌『ゲーメスト』誌上で行われていた「第5回ゲーメスト大賞」（1991年度）において、読者投票により大賞3位を獲得している。その他に、ベストシューティング賞で1位、ベストグラフィック賞で4位、ベストVGM賞で3位、プレイヤー人気で5位、年間ヒットゲームで8位、ベストキャラクター賞ではウインビーが7位、メローラが15位を獲得した。
PCエンジン版
ゲーム誌『ファミコン通信』の「クロスレビュー」では、6・7・6・5の合計24点（満40点）、『月刊PCエンジン』では95・90・90・75・80の平均86点（満100点）、『マル勝PCエンジン』では8・8・8・7の合計31点（満40点）、『PC Engine FAN』の読者投票による「ゲーム通信簿」での評価は以下の通りとなっており、24.79点（満30点）となっている。また、この得点はPCエンジン全ソフトの中で19位（485本中、1993年時点）となっている。同雑誌1993年10月号特別付録の「PCエンジンオールカタログ'93」では、「全体的にパステル調でかわいらしい雰囲気になっている」と紹介されている。
| 項目 | キャラクタ | 音楽 | 操作性 | 熱中度 | お買得度 | オリジナリティ | 総合  |
| 得点 | 4.55       | 3.98 | 4.09   | 4.25   | 4.16     | 3.77           | 24.79 |

## 漫画版
新声社の漫画雑誌『コミックゲーメスト』に連載された、『ツインビー』シリーズをモチーフにした漫画作品。作者は吉崎観音。後にゲーメストコミックレーベルで単行本も発売された（全3巻）。
タイトルは連載開始時に最新作だった本作を冠してはいるものの、時代はゲーム版より未来。登場人物はゲーム版の子孫と言う独自の設定。また、ツインビーシリーズの新作が発売されるたびにその設定が漫画に反映されていった（『Pop'nツインビー』のちび分身、『レインボーベルアドベンチャー』の武器攻撃、『ツインビー対戦ぱずるだま』のスーパーベルなど）。

### 主な登場人物
ビート
ツインビーのパイロットの男の子。
チャイム
ウインビーのパイロットの女の子。当初はウインビーが行方不明のため、カトリーヌに搭乗した。
シャウト
グインビーのパイロットの女の子。
シナモン博士
ツインビー、ウインビー、グインビーたちの生みの親。冷凍睡眠により長生きしている。
カトリーヌ
行方不明のウインビーの代わりとしてシナモン博士が制作したが、代わりという自身の存在が気にくわず、チャイムと衝突する。
ゴッドブレイン
かつてツインビーチームに敗れたと言われる悪の帝王。
復活後、レインボーベルを砕き、ツインビーチームの子孫を倒すために地球にやってきた。
スペード、ハート、ダイヤ、クローバの四人の部下を従えている。
スペード
カブトムシのような形をした機体「キングビー」に乗っている少年。
ハート
お祭りのハッピを着たような機体「グランビー」に乗っている巨漢の青年。
ダイヤ
イカのような形をした「マリンビー」に乗っている美形ナルシストのオカマ。
クローバ
コウモリのような羽を持った「サタンビー」に乗っている少女。

## 関連作品
ヘクシオン（1992年）
アーケードゲーム。テトリスタイプのパズルゲーム。本作「出たな!!ツインビー」で使われたボイスが使用されている。